# Ochropacha duplaris
Ochropacha duplaris là một loài bướm đêm thuộc họ Drepanidae. Nó được tìm thấy ở châu Âu.
Sải cánh dài 27–32 mm. Con trưởng thành bay từ tháng 6 đến tháng 8 tùy theo địa điểm.
Ấu trùng ăn bạch dương.

## Hình ảnh

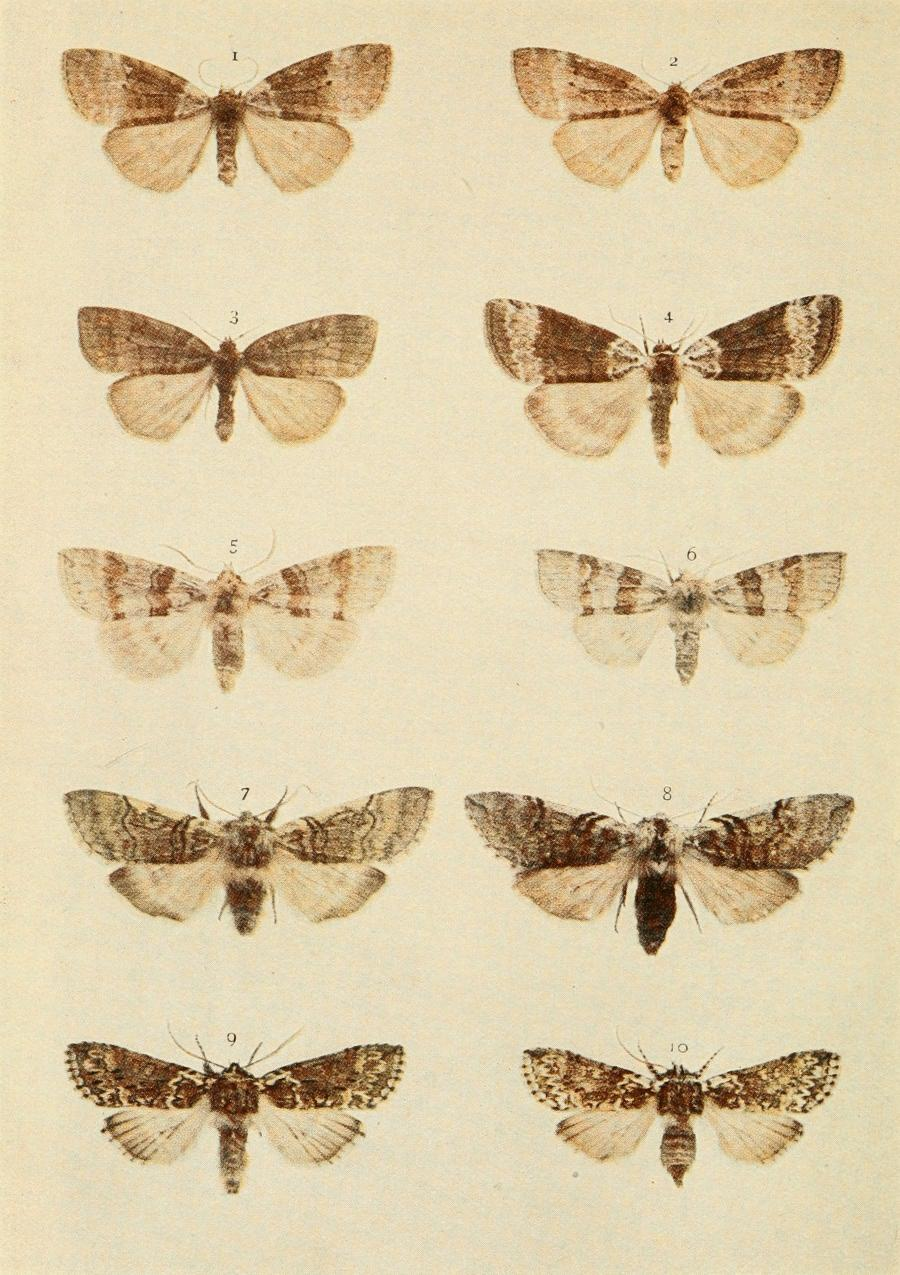